# الحملة الصليبية البروسية
الحملة الصليبية البروسية هي سلسلة من الحملات الصليبية الكاثوليكية خلال القرن الثالث عشر، قادها فرسان التيوتون بشكل رئيس لتنصير الشعوب البروسية الوثنية القديمة بالإكراه. دُعي فرسان التيوتون للمشاركة عقب فشل الحملات السابقة التي شنها الملوك البولنديون المسيحيون ضد البروسيين، فشنّ فرسان التيوتون حملات ضد البروسيين والليتوانيين والساموغيتيين في عام 1230. بحلول نهاية القرن، أخضع التيوتون عدة انتفاضات بروسية، وهيمنوا على بروسيا وأداروا شؤون البروسيين عبر تأسيس إمارة نظام التيوتون، ما أدى في نهاية المطاف إلى زوال اللغة البروسية والثقافة والديانة ما قبل المسيحية إثر استخدام التيوتون مزيجًا من القوة الجسدية والأيديولوجية. لجأ بعض البروسيين في ليتوانيا المجاورة.

## البعثات الأولى والنزاعات
ذكر ولفستان، أحد موظفي ألفريد العظيم، الشعب البروسي الذي امتهن الإبحار وتربية المواشي، واصفًا إياه بالأمة القوية والمستقلة. حاول ميشكو الأول البولوني توسيع رقعة مملكته ابتداءً من الأراضي التي احتلها حول مصب نهر الأودر وصولًا إلى بروسيا. وسّع بوليسلاف الأول ملك بولندا، وابن ميشكو الأول، أراضي بلاده عن طريق الانتصارات العسكرية، واستغل القديس أدالبرت من براغ بهدف احتلال كامل أراضي البروسيين في عام 997، لكن المبشر أدالبرت قُتل على يد السكان المحليين. بعد مقتله، عُيّن برونو من كفيرفورت خلفًا لأدالبرت، وبعد تحقيقه نجاحًا أوليًا في تنصير البروسيين، قُتل هو الآخر عام 1009. استمرّ بوليسلاف الأول بحملاته على الأراضي المحيطة، وفي عام 1015، أهلك بوليسلاف السكان الأصليين في أجزاءٍ كبيرة من أراضي بروسيا.
شنّ البولنديون حربًا على جيرانهم البروسيين واليوتفينيين والونديين على مر القرنين التاليين. سعى البولنديون إلى فرض سيطرتهم على البروسيين بحجة تسهيل تنصير البروسيين وتحولهم إلى المسيحية، انخرط البروسيون في غارات متبادلة، فأسروا العديد من الناس على طول الحدود الفاصلة بين كولمرلاند ومازوفي. قَبِل العديد من البروسيين، اسميًا، التعميد تحت الإكراه، لكنهم انقلبوا إلى معتقداتهم الدينية الأصلية بعد انتهاء العمليات العدوانية. قُتل هنري دوق ساندوميرش أثناء حربه مع البروسيين في عام 1166. قاد كلّ من كاجيمير الثاني وبوليسواف الرابع جيوشًا ضخمة نحو بروسيا، فهُزمت قوات بوليسواف في حرب العصابات، لكن كاجيمير استطاع فرض السلام حتى وفاته في عام 1194. دعم الملك الدنماركي فالديمار الثاني إرسال بعثات دنماركية نحو ساملاند حتى أُسر على يد هنري الأول، كونت شفيرين، عام 1223.
في عام 1206، وجد القس السيسترسي كريستيان من أوليفيا، بعد حصوله على الدعم من ملك الدنمارك والدوقات البولنديين، أن حال مستعمرات السكان الأصليين أفضل مما توقع عند وصوله إلى كولمرلاند التي مزقتها الحرب. ألهمه ما سبق على الترحال إلى روما للتحضير من أجل بعثة تبشيرية جديدة وأضخم مما سبق. عندما عاد إلى كولمرلاند عام 1215، لاقى المسيحيون عداوة من البروسيين الذين غضبوا من المذابح التي ارتكبها إخوة السيف الليفونيين أو خوفًا من التوسع البولندي المسيحي. غزا البروسيون كولمرلاند وبوميريليا، وحاصروا خيلمنو ولوباوا، وسمحوا للمتنصرين باعتناق معتقداتهم الأصلية السابقة للمسيحية.
جراء تزايد حدة وكثافة الهجمات المتبادلة، أصدر البابا هونريوس الثالث مرسومًا بابويًا للمسيحيين في شهر مارس من عام 1217، ما سمح له بدء التبشير بحملة صليبية ضد المقاومين البروسيين.في العام التالي، بدأ البروسيون هجومًا مضادًا لاستعادة كولمرلاند ومازوفي مجددًا، فدمروا 300 كاتدرائية وكنيسة ضمن عمليات انتقامية. نجح كونراد دوق مازوفي في دفع البروسيين إلى المغادرة بعدما دفع لهم إتاوة كبيرة، ما شجع البروسيين على تكرار تلك الهجمات.

## الحملة الصليبية بين عامي 1222 و1223
دعى هونريوس إلى حملة صليبية تحت قيادة كريستيان من أوليفا، واختار مطران غنيزنو، فينسينتي إي نياويك، ليصبح سفيرًا بابويًا. بدأت الحملات الصليبية البولندية والألمانية اجتماعها في مازوفي عام 1219، لكن التخطيط الجدي للحملة لم يبدأ حتى عام 1222 عقب وصول نبلاء مثل هنري دوق سيليزيا والمطرانين لاورنتيوس من فروتسواف ولاورنتيوس من ليبوس. بدأ العديد من النبلاء البولنديين منح المزيد من الممتلكات والقلاع في كولمرلاند إلى أبرشية بروسيا المسيحية خلال تلك الفترة. اتفق اللوردات فيما بينهم من أجل التركيز على إعادة بناء الحصون التي استعمروها في كولمرلاند، تحديدًا في خيلمنو التي كانت حصونها متكملة البناء تقريبًا. بحلول عام 1223، غادرت معظم الحملات الصليبية المنطقة، فدمر البروسيون كولمرلاند ومازوفي مجددًا، ما أجبر الدوق كونراد على اللجوء إلى قلعة بوتسك. وصل السارماتيون (وهو الاسم الذي عُرفوا به سابقًا) إلى غدانسك في بوميريليا.
في عام 1225 أو 1228، جنّد كونراد والمسيحيون 14 فارسٍ من شمال ألمانيا لتأسيس نظام عسكري. مُنح هؤلاء في البداية ملكية سيدليتز في كويافيا حتى الانتهاء من بناء قلعة في دوبجين، وأصبحت مجموعة الفرسان تلك تُعرف باسم تنظيم دوبجين (أو دوبرين). لاقى فرسان دوبجين في البداية نجاحًا في عمليات طرد البروسين من كولمرلاند، لكن هجومًا بروسيًا مضادًا أدى إلى قتل كونراد ومعظم أفراد التنظيم. منح الدوق شفيتوبِلك الناجين حق اللجوء في بوميرانيا. برز تنظيم آخر يُدعى تنظيم كالاترافا، ومُنح قاعدة قرب غدانسك، لكن جهوده ذهبت سدى أيضًا.

## دعوة فرسان التيوتون
عندما كان كريستيان البروسي (كريستيان من أوليفا) في روما، تعرّف على هيرمان فون سالتزا، القائد الأعلى لتنظيم فرسان التيوتون من عام 1209 وحتى عام 1239. حصل كريستيان على إذن من كونراد دوق مازوفي ونبلاء مازوفي أيضًا، فطلب المساعدة من فرسان التيوتون ضد البروسيين عام 1226. دفع استقرار العلاقات مع البروسيين لاحقًا بكونراد إلى السعي وراء حصوله على لقب دوق بولندا الأسمى (أو ملك بولندا). كان هيرمان مهتمًا بالعرض البولندي، لكنه ركّز على مساعدة الإمبراطور فريدريش الأول بالحملة الصليبية الخامسة. طُرد تنظيم التيوتون من بورتزنلاند في مملكة هنغاريا، لذا رغب هيرمان بحصول قواته على استقلال ذاتي أكبر في المستقبل.
التقى هيرمان بـ فريدريش الثاني في ريميني، وأخبره أن إخضاع البروسيين سيسهّل على الإمبراطورية الرومانية المقدسة الدفاعَ عن حدودها ضد الغزاة، وعلى الأرجح أنه قصد بالغزاة الهجمات المضادة الليتوانية على الصليبيين المسيحيين. وافق الإمبراطور الروماني المقدس على هذه المبادرة عبر إصدار مرسوم ريميني الذهبي عام 1226، فمنح التيوتون كولمرلاند وجميع الأراضي التي يكسبونها مستقبلًا عبر الغزوات. ظلت مهمة تنصير البروسيين تحت إدارة القسيس كريستيان من أوليفا.
قبل بداية الحملة ضد البروسيين، وقّع فرسان التيوتون معاهدة كروشفيتز مع البولنديين في السادس عشر من شهر يونيو عام 1230، والتي سمحت للتنظيم بالحصول على كولمرلاند وأي أراضٍ يغزوها التنظيم مستقبلًا، وهي تشبه أحكام مرسوم ريميني الذهبي. يختلف المؤرخون حول تلك الاتفاقية، فالوثيقة ضاعت اليوم، ويشكك العديد من المؤرخين البولنديين بموثوقيتها وبموثوقية مطالب تنظيم التيوتون بتلك الأراضي. تعترف الدراسات الحديثة التي أجراها المؤرخون البولنديون بشرعية المعاهدة. كانت خليمنو، بنظر الدوق كونراد، قاعدة عسكرية مؤقتة ضد البروسيين والغزوات المستقبلية التي ستكون تحت إشراف وسلطة دوق مازوفي. بينما اعتبر هيرمان فون سالتزا الاتفاقية بمثابة قرارٍ شرعي يمنح التنظيم الاستقلال الذاتي في إدارة جميع الممتلكات الحدودية التي يستولي عليها، بجانب الولاء للكرسي الرسولي والإمبراطور الروماني المقدس. أكد مرسوم رييتي الذهبي، الذي أصدره البابا غريغوري التاسع عام 1234، على حقّ التنظيم في السيطرة على الأراضي التي يحتلها، وجعلها خاضعة لسلطة الكرسي الرسولي فقط.